# Osella FA1I
O FA1I é o modelo da Osella das temporadas de 1987 e 1988 da F1. Condutores: Alex Caffi, Franco Forini e Nicola Larini.

## Resultados[2]
(legenda) 
| Ano  | Chassi | Motor                    | Pneus | N° | Pilotos       | 1   | 2   | 3   | 4   | 5   | 6   | 7   | 8   | 9   | 10  | 11  | 12  | 13  | 14  | 15  | 16  | Pontos | Posição  |  |
| ---- | ------ | ------------------------ | ----- | -- | ------------- | --- | --- | --- | --- | --- | --- | --- | --- | --- | --- | --- | --- | --- | --- | --- | --- | ------ | -------- |  |
|      |        |                          |       |    |               |     |     |     |     |     |     |     |     |     |     |     |     |     |     |     |     |        |          |  |
|      |        |                          |       |    |               | BRA | SMR | BEL | MON | USE | FRA | GBR | GER | HUN | AUT | ITA | POR | ESP | MEX | JAP | AUS |        |          |  |
| 1987 | FA1I   | Alfa Romeo 890T V8 turbo | G     | 21 | Alex Caffi    | Ret | 12† | Ret | Ret | Ret | Ret | Ret | Ret | Ret | Ret | Ret | Ret | NQ  | Ret | Ret | NQ  | 02     | NC (15º) |  |
| 1987 | FA1I   | Alfa Romeo 890T V8 turbo | G     | 22 | Franco Forini |     |     |     |     |     |     |     |     |     |     | Ret | Ret | NQ  |     |     |     | 02     | NC (15º) |  |
|      |        |                          |       |    |               |     |     |     |     |     |     |     |     |     |     |     |     |     |     |     |     |        |          |  |
|      |        |                          |       |    |               | BRA | SMR | MON | MEX | CAN | USE | FRA | GBR | GER | HUN | BEL | ITA | POR | ESP | JAP | AUS |        |          |  |
| 1988 | FA1I   | Osella 890T V8 turbo     | G     | 21 | Nicola Larini | NQ  |     |     |     |     |     |     |     |     |     |     |     |     |     |     |     | -2     | NC (16º) |  |

† Completou mais de 90% da distância da corrida.
↑1  motor Alfa Romeo.
↑2  No GP de San Marino, Tarquini conduziu o FA1G.
↑3  Do GP de San Marino até Austrália, Larini conduziu o FA1L.